# Dhanyakuria
Dhanyakuria é uma vila no distrito de North 24 Parganas, no estado indiano de Bengala Ocidental.

## Demografia
Segundo o censo de 2001, Dhanyakuria tinha uma população de 4168 habitantes. Os indivíduos do sexo masculino constituem 51% da população e os do sexo feminino 49%. Dhanyakuria tem uma taxa de literacia de 75%, superior à média nacional de 59,5%: a literacia no sexo masculino é de 81% e no sexo feminino é de 68%. Em Dhanyakuria, 10% da população está abaixo dos 6 anos de idade.